# Universidad de Buenos Aires

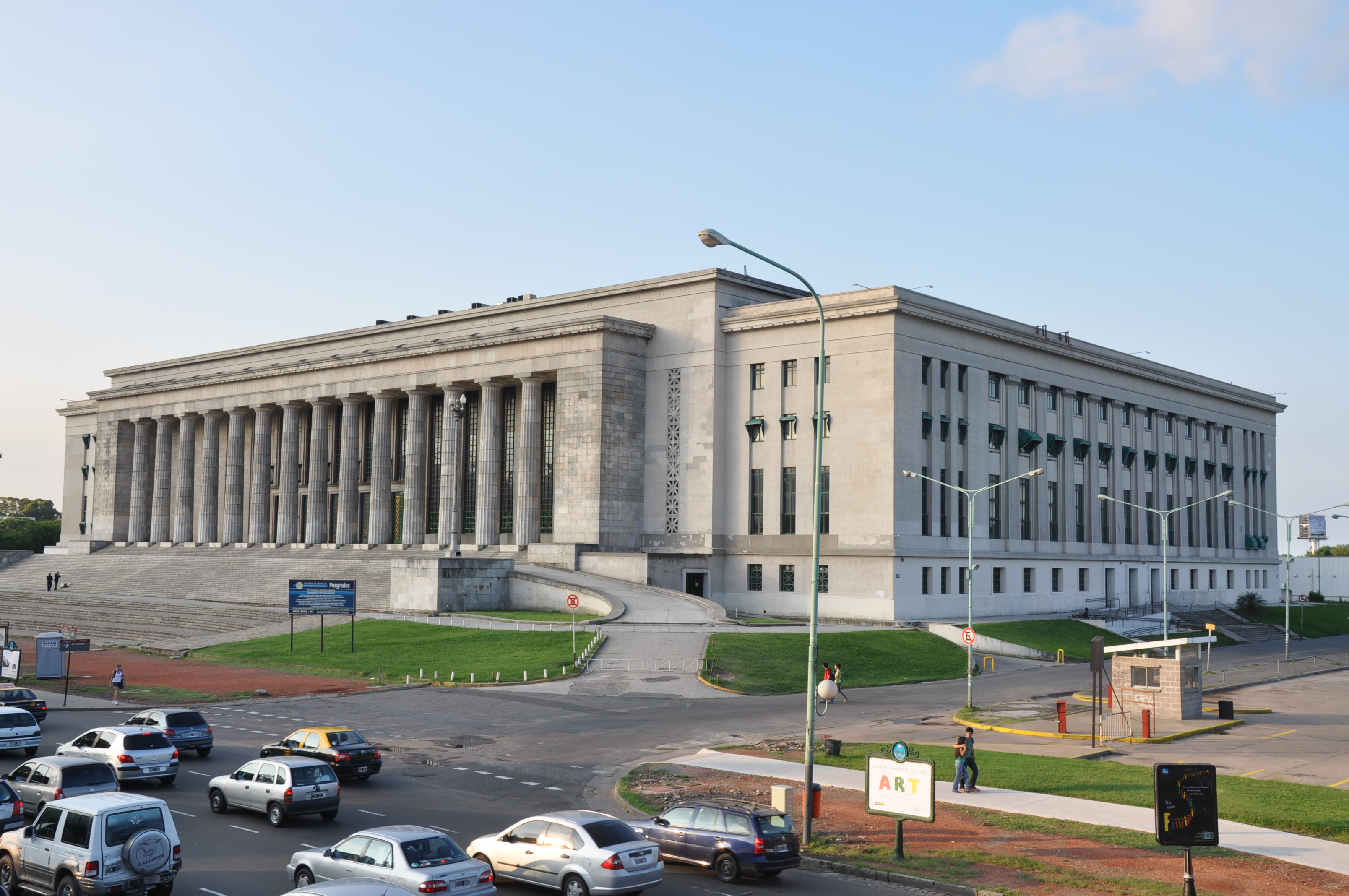
Die juristische Fakultät der UBA

Die Universidad de Buenos Aires (UBA, deutsch Universität Buenos Aires) ist die größte Universität in Argentinien. Sie wurde am 12. August 1821 gegründet und besteht aus 14 Fakultäten, 6 Kliniken, 10 Museen und den Oberschulen Colegio Nacional de Buenos Aires, Instituto Libre de Segunda Enseñanza und Escuela Superior de Comercio Carlos Pellegrini.
Trotz ihrer Größe gibt es keinen zentralen Campus. Es existierten zwar Pläne für eine Ciudad Universitaria, eine Universitäts„stadt“, aber diese wurden aus Geldmangel nie vollständig umgesetzt. Zurzeit befinden sich drei der 14 Fakultäten auf diesem Campus am nordöstlichen Rand der Stadt. Die anderen Fakultäten sind über die gesamte Stadt verteilt.
Laut QS World University Ranking 2024 ist die UBA die beste Universität Lateinamerikas und belegt Platz 71 weltweit.

## Berühmte Studenten
Die folgenden Ehemaligen haben einen Nobelpreis erhalten:
- Carlos Saavedra Lamas (1878–1959), Friedensnobelpreis (1936)
- Bernardo Alberto Houssay (1887–1971), Physiologie (1947)
- Luis Federico Leloir (1906–1987), Chemie (1970)
- Adolfo Maria Pérez Esquivel (* 1931), Friedensnobelpreis (1980)
- César Milstein (1927–2002), Medizin (1984)

Weitere bekannte ehemalige Studierende oder Lehrende sind:
- Franz Stephan Griese (1889–1953), dt. Linguistikprofessor für Englisch und Französisch
- Fritz Schajowicz (1911–1992), Knochenpathologe
- Luis Moreno Ocampo (* 1952), Jurist und Chefankläger des Internationalen Strafgerichtshofs
- Che Guevara (1928–1967), studierte hier Medizin, bevor er kommunistischer Revolutionär wurde
- Johanna J. Danis (1922–2014), studierte hier Psychologie und war hier Professorin für Persönlichkeitspsychologie
- Jorge Bucay (* 1949), Autor, Psychiater und Gestalttherapeut
- Irene Schloss, Antarktisforscherin
- Sofía von Ellrichshausen (* 1976), Architektin, Gastprofessorin und Ehrendoktorin 2002

## Weblinks

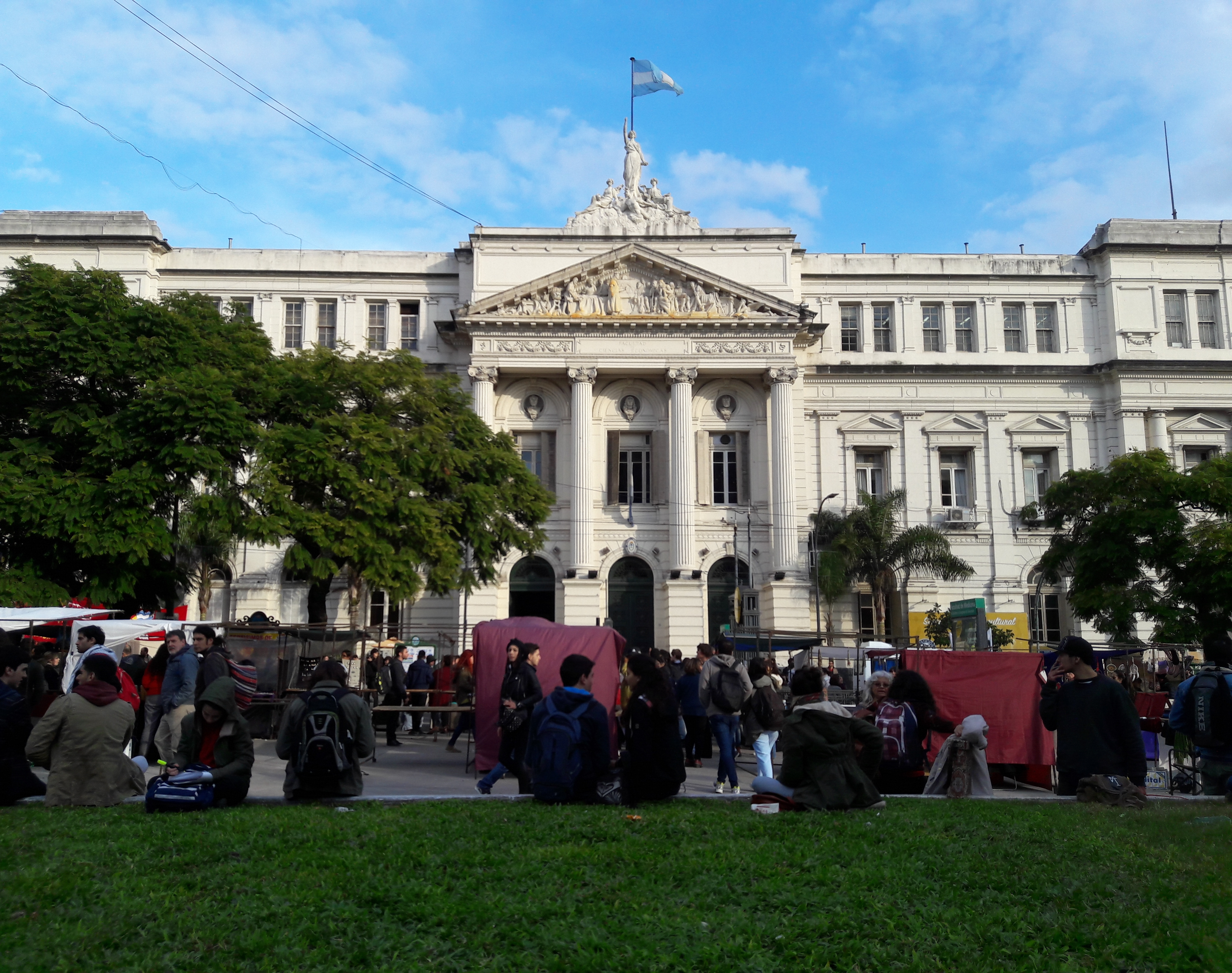
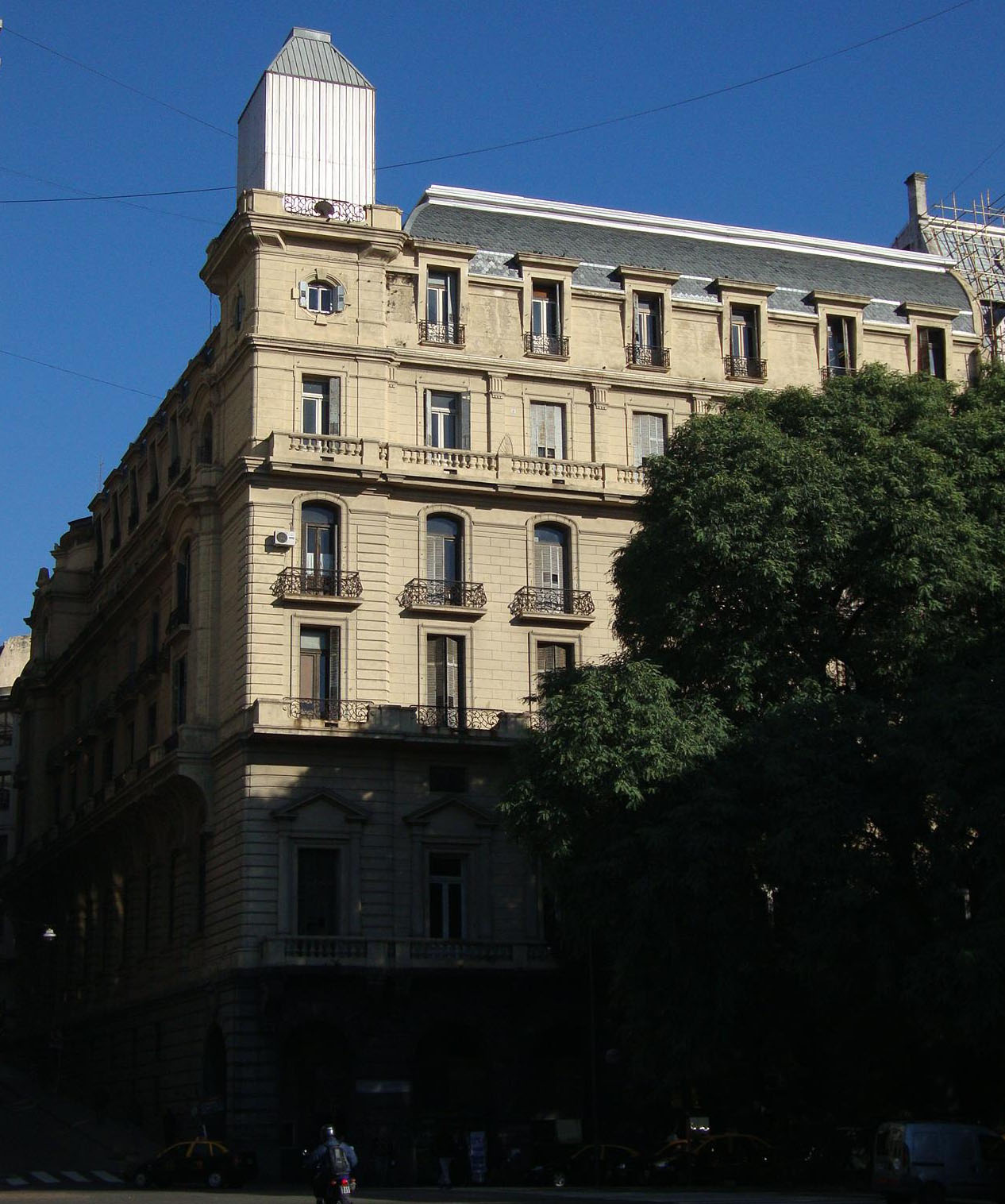
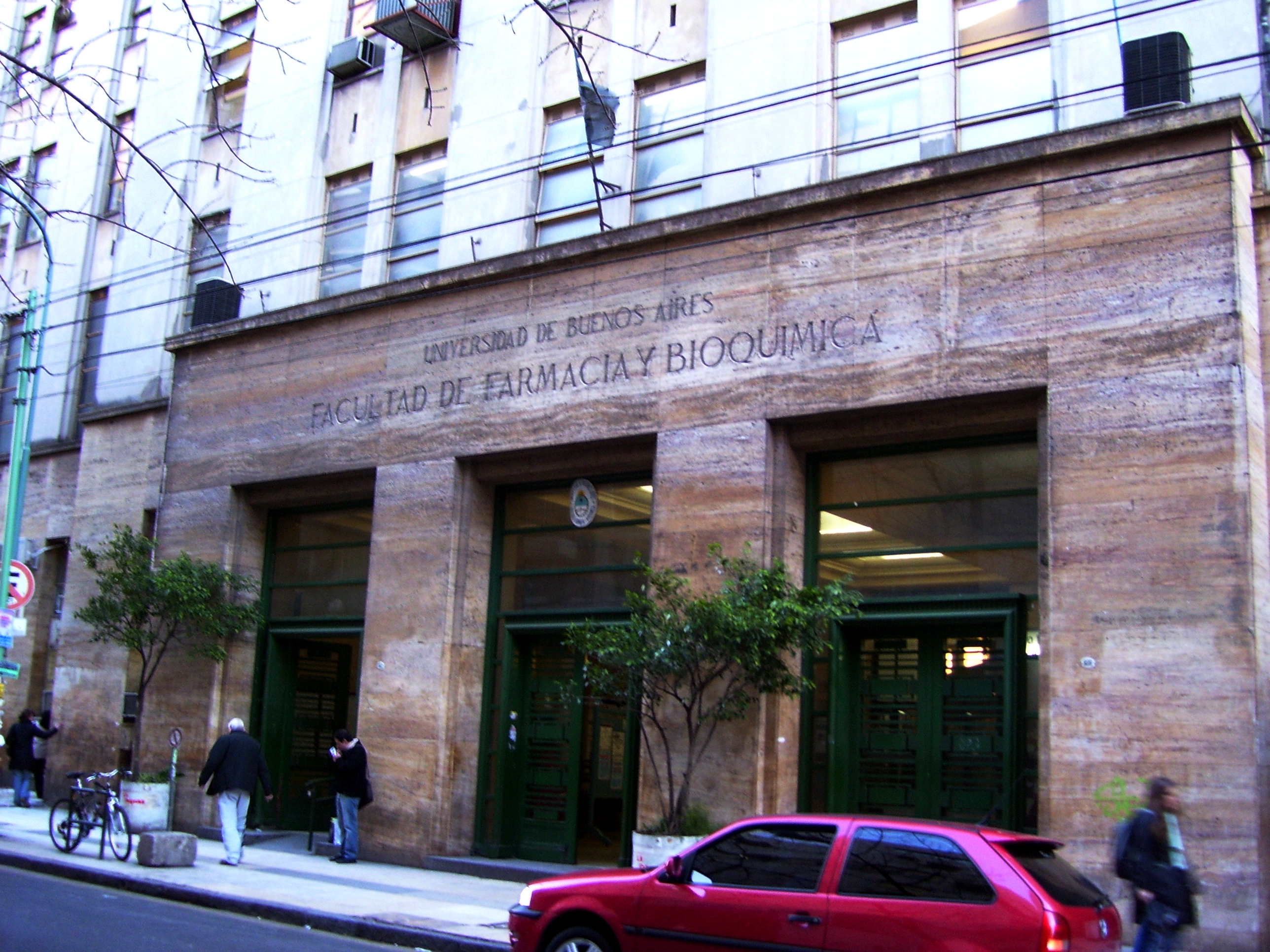
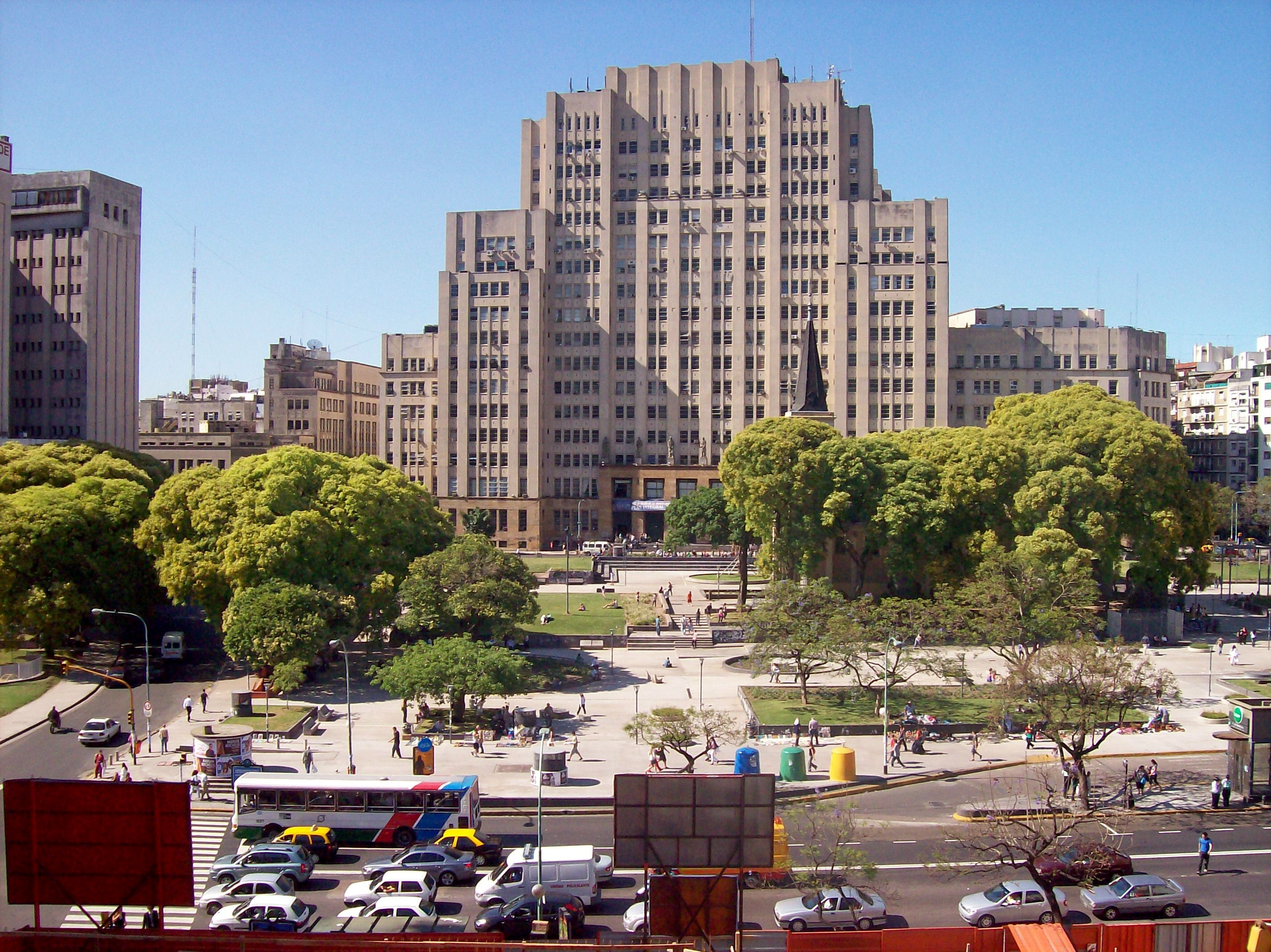
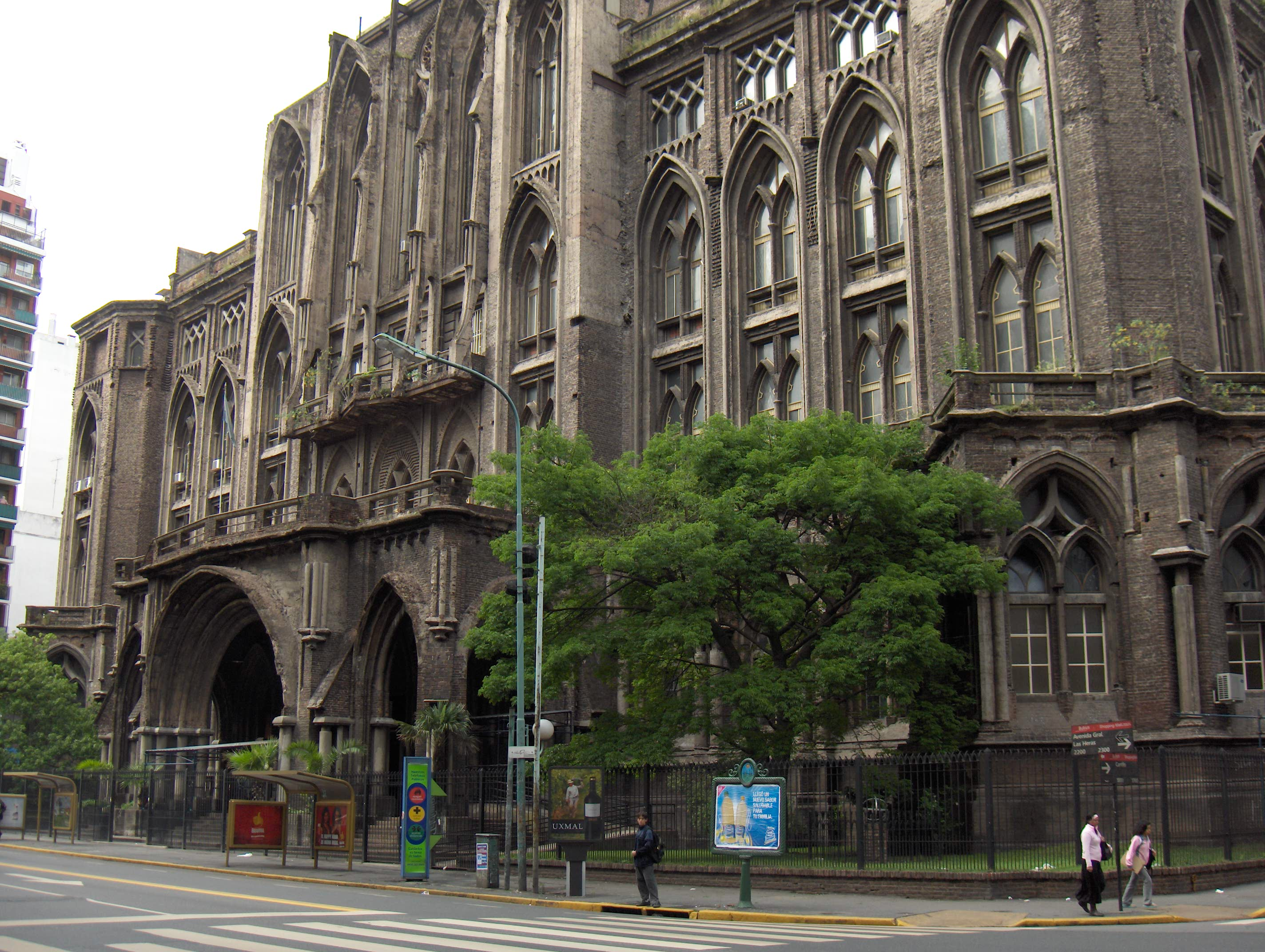